# فوزي الشهري
فوزي الشهري لاعب كرة قدم سعودي ويلعب مدافع و.
كانت بداياته مع نادي القادسية و لعب بعدها للنادي الأهلي .
كانت له مشاركات مع المنتخب السعودي حيث لعب مع المنتخب السعودي في كأس أمم آسيا 2000 و كأس العالم 2002 .

## روابط خارجية
- فوزي الشهري على موقع الاتحاد الدولي (مؤرشف)  (الإنجليزية)
- فوزي الشهري على موقع قاعدة بيانات كرة القدم.إي يو (الإنجليزية)
- فوزي الشهري على موقع ناشيونال فوتبول تيمز (الإنجليزية)
- فوزي الشهري على موقع Soccerway.com (الإنجليزية)
- فوزي الشهري على موقع عالم كرة القدم.نت (الإنجليزية)
- فوزي الشهري على موقع كووورة